# Cyrill Schreiber
Cyrill Schreiber (* 12. Dezember 1983 in Walzenhausen AR) ist ein Schweizer Faustballspieler.

## Laufbahn
Der 1,90 m grosse Cyrill Schreiber ist im Appenzeller Vorderland aufgewachsen. Er hat das Faustballspiel durch seinen Vater, der ebenfalls Schweizer Nationalspieler war, kennengelernt und bei Junioren-Mannschaften in Widnau (U12), Heiden (U12) und Diepoldsau (U14 und U16) trainiert und mitgespielt. 
Cyrill Schreiber spielt auf der Position als Schlagmann (vorne links) und seine Leistung zeigt sich vor allem bei kraftvollen Schlägen im Anschlag und Angriff, sowie in der Abwehr am Netz. Dank dieser Stärken gehört er zu den bekanntesten Faustballspielern im nationalen wie auch im internationalen Vergleich, was ihm den Übernamen „Fausto“ eingebracht hat. Er gehörte von 2002 bis 2016 zum Kader des Schweizer Nationalteams und absolvierte dort 91 Länderspiele.
Seit 2013 ist Schreiber bei seinem «Heimatclub» STV Walzenhausen als Trainer tätig. Mit dessen Fanionteam stieg er in der Feldsaison 2014 von der 1. Liga in die NLB auf und realisierte 2015 den Aufstieg in die höchste nationale Spielklasse.

## Vereine
(jeweils in der 1. Mannschaft) 

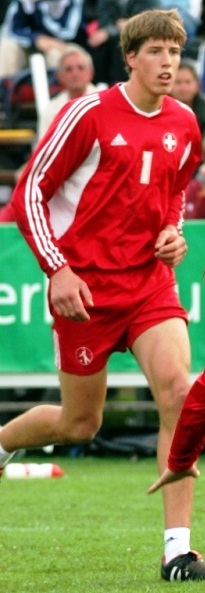
Cyrill Schreiber (bei einem Faustballspiel am 23. Juli 2005)

- von 1997/98 bis 2000: Faustball Diepoldsau
- von 2000/01 bis 2007: Faustball Widnau
- von 2008/09 bis 2010/11: Faustball Schwellbrunn
- Feldsaison 2011: Union Tigers Vöcklabruck (A)
- von 2012 bis 2012/13: Ginástica Novo Hamburgo (Brasilien)[6]
- ab Feldsaison 2013 bis Hallensaison 2015/16: Faustball Widnau[6][7]

## Nationalmannschaft
- von 1997 bis 2002: Kader U18 (7 Länderspiele)
- von 2002 bis 2005: Kader U21 (12 Länderspiele)
- von 2002 bis 2016: Kader Nationalteam (91 Länderspiele)[4]

## Titel und Erfolge
- 2002: Schweizermeister Feld und Sieger Schweizercup (FB Widnau)
- 2003: Sieger Schweizercup (FB Widnau)
- 2003/04: Schweizermeister Halle (FB Widnau)
- 2004: Schweizermeister Feld und Sieger Schweizercup (FB Widnau)
- 2004/05: Schweizermeister Halle (FB Widnau)
- 2005: Schweizermeister Feld (FB Widnau)
- 2005/06: Schweizermeister Halle (FB Widnau)
- 2006: Schweizermeister Feld und Sieger Schweizercup (FB Widnau) / Europameister (Schweizer Nationalmannschaft)
- 2006/07: Schweizermeister Halle und Sieger Europapokal (FB Widnau)
- 2007: Schweizermeister Feld und Sieger Schweizercup (FB Widnau)
- 2008/09: Schweizermeister Halle (FB Schwellbrunn)
- 2009: Schweizermeister Feld und Sieger Schweizercup (FB Schwellbrunn)
- 2009: Silbermedaille World Games in Taiwan (Schweizer Nationalmannschaft)
- 2009/10: Schweizermeister Halle und Europapokalsieger (FB Schwellbrunn)
- 2010: Weltpokalsieger in Namibia (mit dem Brasilianischen Meister Ginástica Novo Hamburgo)
- 2010: Schweizermeister Feld und Sieger Schweizercup (FB Schwellbrunn)
- 2010: Vize-Europameister (Schweizer Nationalmannschaft)
- 2012: Europameister (Schweizer Nationalmannschaft)
- 2012: Weltcupsieger in Novo Hamburgo (mit Ginástica Novo Hamburgo)[8]
- 2013: Schweizermeister Feld (FB Widnau)[9]
- 2014: Schweizermeister Feld und Sieger Schweizercup (FB Widnau)[10]
- 2015: Schweizermeister Feld und Sieger Schweizercup (FB Widnau)[11]
- 2015: Weltpokalsieger in Porto Alegre, Brasilien (FB Widnau)[12][13]
- 2015: Vize-Weltmeister (Schweizer Nationalmannschaft)

## Privates
Schreiber hat mit der ehemaligen Handballspielerin Karin Weigelt einen gemeinsamen Sohn (* 2020).